# Sender Hornisgrinde

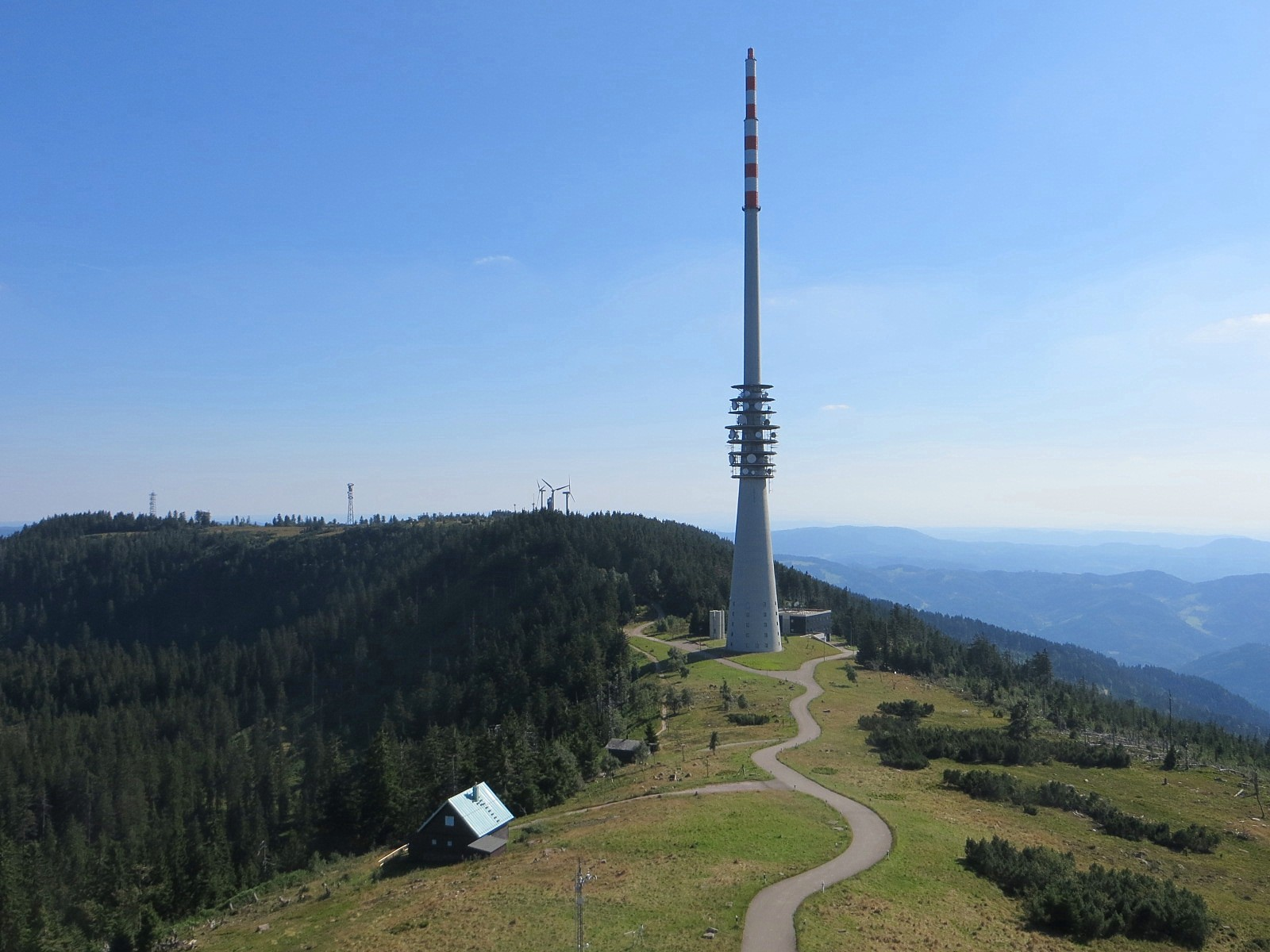
Plateau der Hornisgrinde von Norden

Der Sender Hornisgrinde ist ein Grundnetzsender des Südwestrundfunks (ehemals Südwestfunk) für Hörfunk.
Er befindet sich auf der Hornisgrinde, dem höchsten Berg des Nordschwarzwaldes, in einer Höhe von 1125 m ü. NN. Als Antennenträger dient ein 206 Meter hoher Sendeturm in Stahlbetonbauweise, der von 1971 bis 1972 errichtet wurde.

## Funktion
Der Südwestfunk nutzte die Hornisgrinde ab 1951 zur Ausstrahlung seiner UKW-Hörfunkprogramme und ab 1954 auch als Senderstandort für das erste Fernsehprogramm der ARD. Als Antennenträger kamen damals zwei Stahlgittermasten zum Einsatz. Der heutige, 206 m hohe Stahlbetonturm wurde von 1971 bis 1972 erbaut.
Der Sender auf der Hornisgrinde ist neben dem Stuttgarter Fernsehturm der wichtigste Senderstandort des Südwestrundfunks. Zahlreiche andere SWR-Sendeanlagen beziehen die Programme per Richtfunk oder Ballempfang von der Hornisgrinde. Es besteht außerdem eine wichtige Richtfunkverbindung zwischen dem Merkurturm und dem Stuttgarter Fernsehturm, die die beiden Funkhäuser Baden-Baden und Stuttgart miteinander vernetzt.
Rund zwei Millionen Einwohner im Kernsendegebiet können die von hier ausgestrahlten Hörfunkfrequenzen empfangen, bei stationärem Empfang über Hausantenne noch deutlich mehr. Der Sender Hornisgrinde versorgt dank der exponierten Lage des Turms fast das gesamte Rheintal zwischen Freiburg im Breisgau und Mannheim mit Hörfunk und reicht bis in weite Teile des nördlichen und mittleren Schwarzwalds, der Schwäbischen Alb und der Region Neckar-Alb. Aufgrund von Reflexionen sind die Programme von der Hornisgrinde teilweise bis in die Zentralschweiz, in Teilen der Pfalz und des Saarlandes und bis an die tschechische Grenze in der Oberpfalz zu empfangen.
Bis Ende der 1980er Jahre waren die damaligen SWF-Programme bis hinter die Vogesen zu hören. Aufgrund internationaler Vereinbarungen mit Frankreich musste die Sendeleistung Richtung Westen reduziert werden. Koordiniert sind in diese Richtung derzeit erlaubte Strahlungsleistungen von jeweils 10 kW auf den fünf leistungsstarken Frequenzen. Trotzdem sind die von der Hornisgrinde abgestrahlten Programme meist bis zum Vogesen-Hauptkamm und damit u. a. in Straßburg und Umgebung in sehr guter Qualität zu empfangen.
Mehrere andere Unternehmen nutzen den Sendeturm für ihre Funkdienste, darunter der Mobilfunknetzbetreiber E-Plus und die Bundeswehr. Seit 2005 wird von hier auch der Deutschlandfunk ausgestrahlt, dessen Sender vom SWR im Auftrag und auf Rechnung des zuständigen Netzträgers Media Broadcast betrieben wird.
Die Fernsehausstrahlung vom Sender Hornisgrinde wurde am 5. November 2008 eingestellt. Von 1954 bis 2008 wurde hier Das Erste ausgestrahlt. Seitdem erfolgt der terrestrische Fernsehempfang im Versorgungsgebiet der Hornisgrinde größtenteils durch die auf DVB-T umgestellten Sender Baden-Baden, Brandenkopf, Pforzheim und Raichberg. Da jedoch auch sämtliche Fernsehumsetzer abgeschaltet wurden, ist insbesondere in abgeschatteten Tallagen kein terrestrischer Fernsehempfang mehr möglich.
Der Turm ist nicht öffentlich zugänglich.

## Frequenzen und Programme
Von der Hornisgrinde werden folgende Programme abgestrahlt:

### Analoges Radio (UKW)
Beim Antennendiagramm sind im Falle gerichteter Strahlung die Hauptstrahlrichtungen in Grad angegeben.

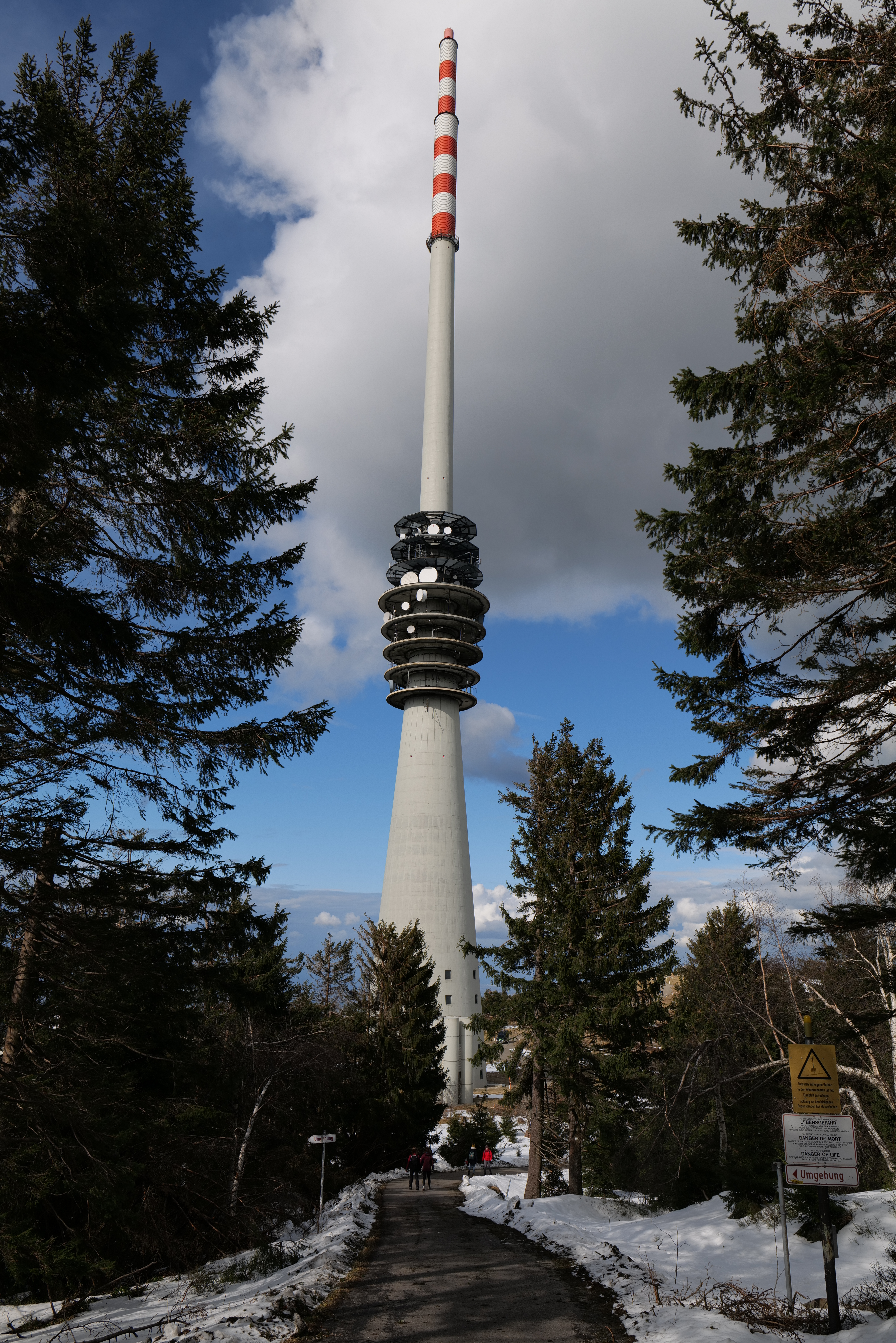
Weg vom Südgipfel her

| Frequenz (MHz) | Programm               | RDS-PS   | RDS-PI                | Regionalisierung  | ERP (kW) | Antennendiagramm rund (ND)/gerichtet (D) | Polarisation horizontal (H)/vertikal (V) |
| -------------- | ---------------------- | -------- | --------------------- | ----------------- | -------- | ---------------------------------------- | ---------------------------------------- |
| 93,5           | SWR1 Baden-Württemberg | SWR1_BW_ | D301                  | –                 | 80       | D (320–230°)                             | H                                        |
| 96,2           | SWR Kultur             | SWR_Kult | D3A2                  | Baden-Württemberg | 80       | D (320–230°)                             | H                                        |
| 98,4           | SWR3                   | __SWR3__ | D3A3                  | Baden/Kurpfalz    | 80       | D (320–230°)                             | H                                        |
| 94,0           | SWR4 Baden-Württemberg | SWR4_FR_ | DB04                  | Radio Südbaden    | 0,63     | D (140–170°, 200–280°)                   | H                                        |
| 106,3          | Deutschlandfunk        | __Dlf___ | D210                  | –                 | 80       | D (320–230°)                             | H                                        |
| 100,4          | Radio Regenbogen       | REGNBOGN | D408 (regional), D308 | Karlsruhe         | 80       | D (320–230°)                             | H                                        |

### Digitales Radio (DAB)
| Block                  | Programme (Datendienste) | ERP (kW) | Antennen- diagramm rund (ND), gerichtet (D) | Polarisation horizontal (H)/ vertikal (V) | Gleichwellennetz (SFN) |
| ---------------------- | --- | -------- | ------------------------------------------- | ----------------------------------------- | --- |
| 8D SWR BW S (D__00235) | DAB+ Block des SWR - SWR1 BW (112 kbps) - SWR Kultur (128 kbps) - SWR3 (Rheinland bis Bodensee) (112 kbps) - SWR4 FN (Studio Friedrichshafen) (112 kbps) - SWR4 FR (Südbaden) (112 kbps) - SWR4 S (Studio Stuttgart) (112 kbps) - SWR4 TU (Studio Tübingen) (112 kbps) - SWR4 UL (Studio Ulm) (112 kbps) - SWR Aktuell (72 kbps) - DASDING (112 kbps) - EPG (24 kbps) - TPEG (16 kbps)                                            | 10       | D                                           | H                                         | Bad Urach, Baiersbronn, Blauen, Brandenkopf, Eggberg (Bad Säckingen), Elzach Elztal, Eyachtal (Albstadt-Ebingen), Feldberg im Schwarzwald, Freiburg (Schönberg), Hornisgrinde, Raichberg, Reutlingen (Scheibengipfel), Reifersberg, Schramberg, Rottweil (Deilingen), Schutterlindenberg, Sigmaringen, Ulm/Kuhberg, Villingen-Schwenningen, Wannenberg, Witthoh |
| 11B OAS BW (D__00201)  | DAB+ Block der ON AIR support GmbH - Antenna BW (72 kbps) - Antenne 1 (72 kbps) - baden.fm (72 kbps) - bigFM (72 kbps) - Die Neue 107.7 (72 kbps) - die neue welle (72 kbps) - Energy Stuttgart (72 kbps) - Donau 3 FM (72 kbps) - egoFM (72 kbps) - Hitradio Ohr (72 kbps) - Radio 7 (72 kbps) - Radio Regenbogen (72 kbps) - Rock FM (72 kbps) - Das Neue Radio Seefunk (72 kbps) - Radio Teddy (72 kbps) - Radio Ton (72 kbps) | 0,25     | D                                           | V                                         | Aalen, Alpirsbach, Bad Mergentheim, Baden-Baden (Merkur), Baiersbronn, Blauen, Brandenkopf, Donaueschingen, Freiburg (Schönberg), Forbach, Geislingen (Oberböhringen), Heidelberg (Königstuhl), Heilbronn (Schweinsberg), Hochrhein (Rickenbach), Hornisgrinde, Karlsruhe (Grünwettersbach), Kempten, Kreuzwertheim, Lahr (Schutterlindenberg), Langenburg, Mudau, Pfänder, Pforzheim (Langenbrand), Raichberg, Ravensburg (Höchsten), Reutlingen, Schramberg/Sulgen-Süd, Stuttgart (Frauenkopf), Tuttlingen (Witthoh), Ulm (Kuhberg) |

### Analoges Fernsehen
Bis zur Umstellung auf DVB-T wurden folgende Programme in analogem PAL gesendet:
| Kanal | Frequenz (MHz) | Programm        | ERP (kW) | Sendediagramm rund (ND)/ gerichtet (D) | Polarisation horizontal (H)/ vertikal (V) |
| ----- | -------------- | --------------- | -------- | -------------------------------------- | ----------------------------------------- |
| 9     | 203,25         | Das Erste (SWR) | 80       | D                                      | H                                         |

## Weitere Sendeanlagen
400 Meter entfernt, am nördlichen Ende des Gipfelplateaus, befindet sich ein kleinerer, als freistehende Stahlfachwerkkonstruktion ausgeführter Sendeturm der Deutschen Telekom AG (48° 36′ 52,3″ N, 8° 12′ 13″ O). Dieser beherbergt u. a. eine Relaisstation für Amateurfunk-Fernsehen. Bis 2005 wurde von diesem Turm das Programm des Deutschlandfunks ausgestrahlt, bevor der Sender zum höheren und damit weiter reichenden SWR-Turm verlagert wurde.
Am südlichen Ende des Gipfelplateaus befindet sich ein als freistehende Stahlfachwerkkonstruktion ausgeführter Sendeturm von Vodafone D2. Dieser beherbergt eine GSM-Basisstation und dient als Richtfunkknoten.
Im südlichen Bereich der Gipfelebene standen mehrere Masten, die bis 1994 militärisch genutzt wurden, einer auch danach.

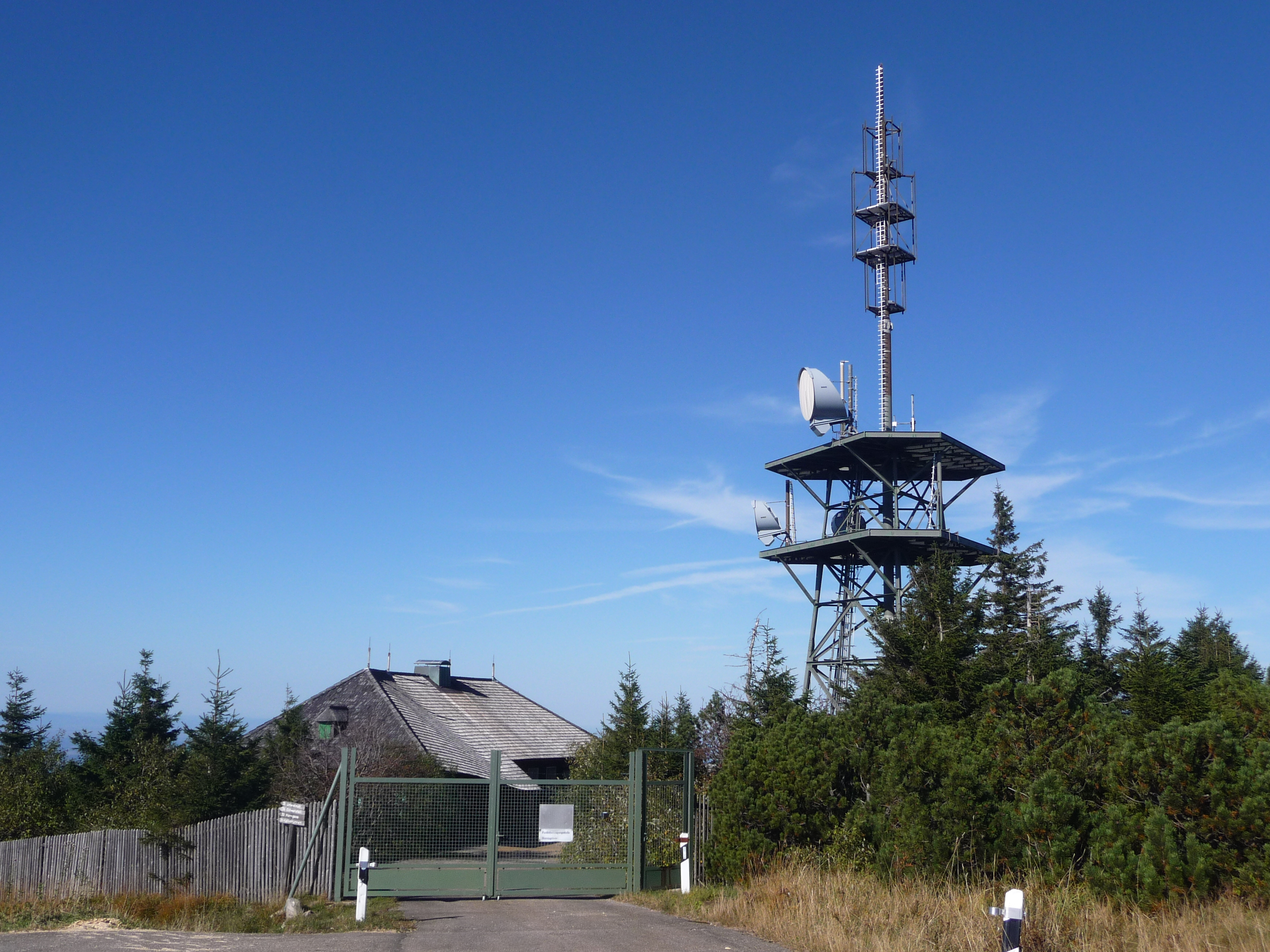
Der Telekom-Turm
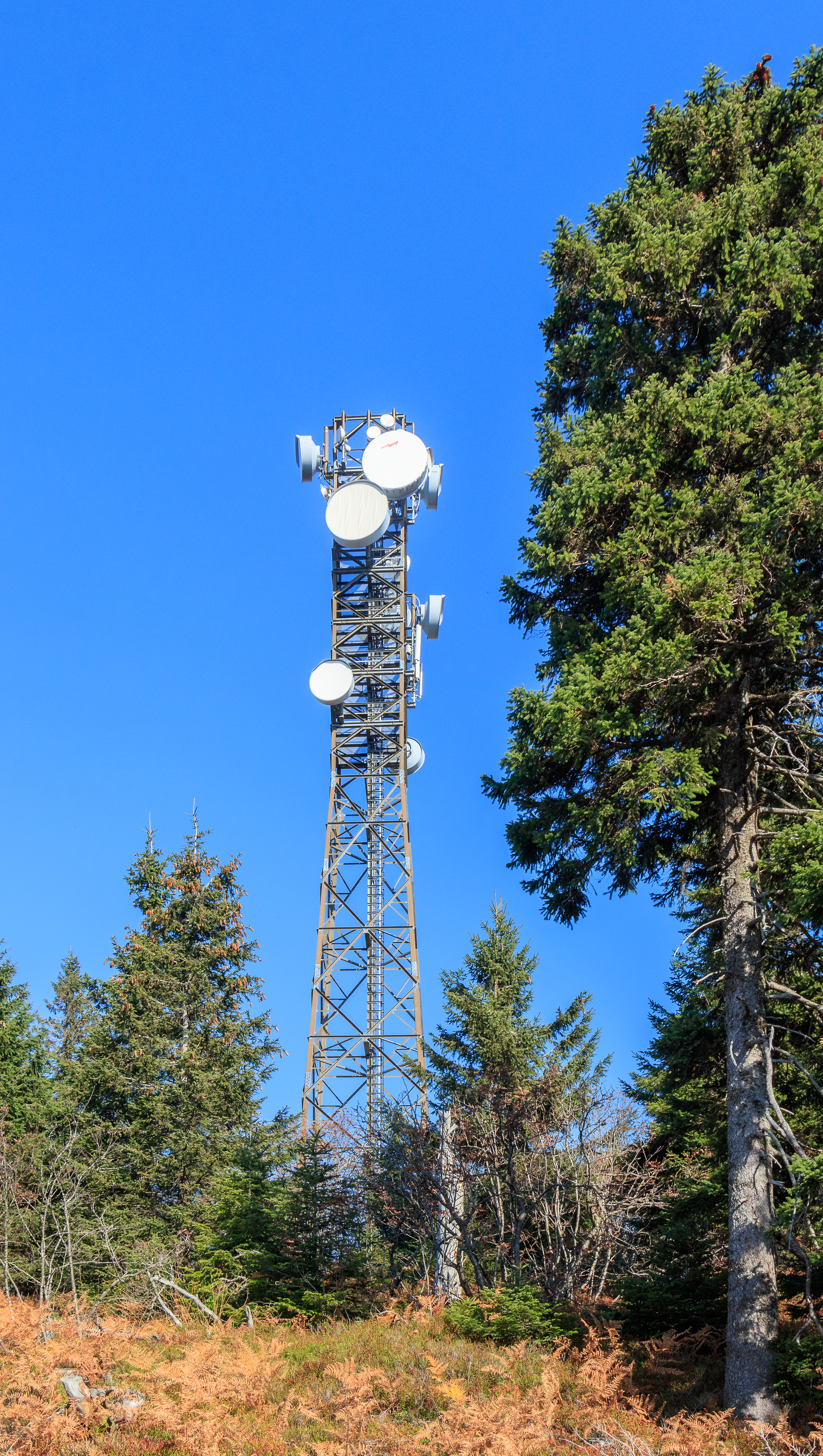
Der Vodafone-Turm
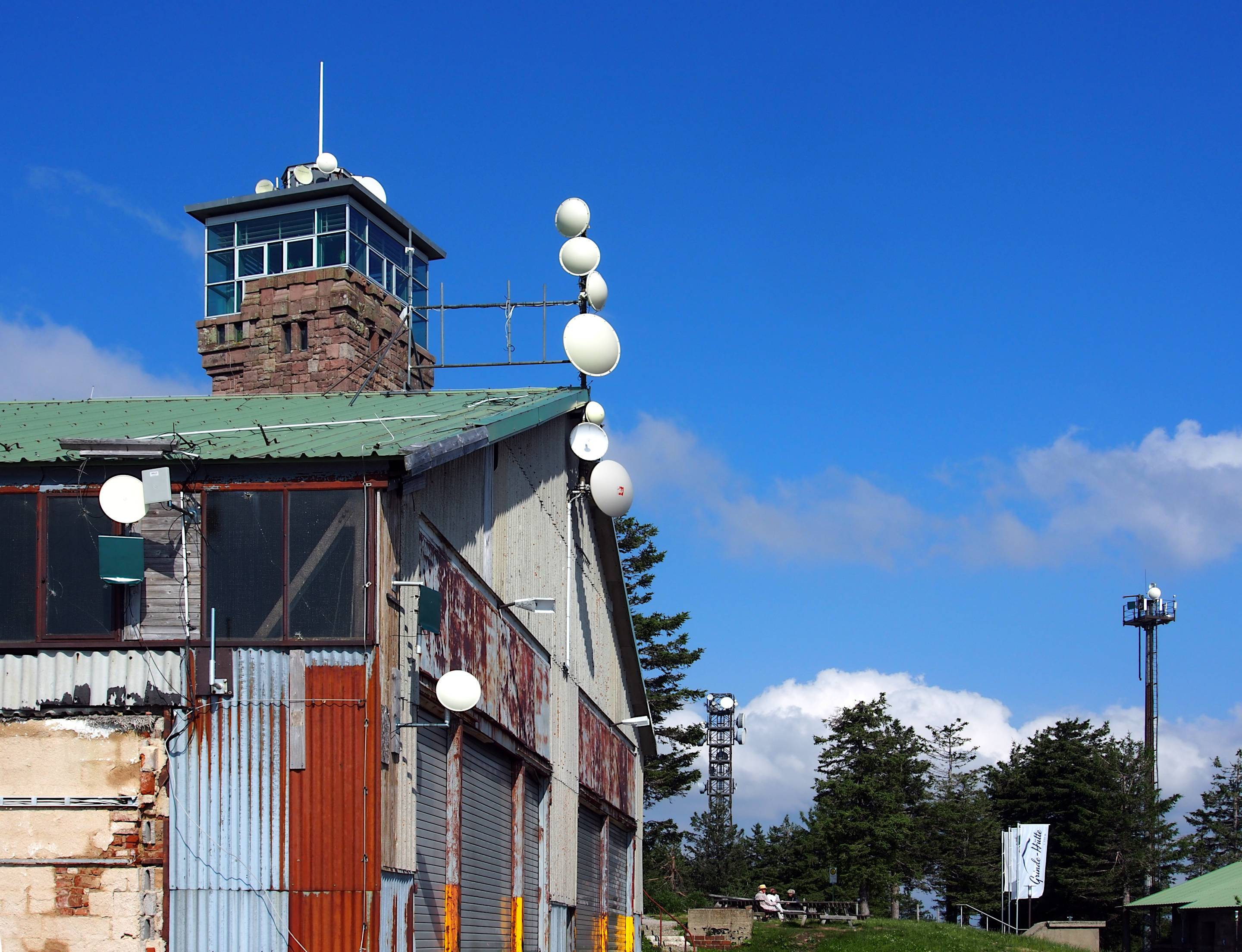
Zahlreiche Richtfunkantennen, auch am Aussichtsturm und am ehem. Hangar